# Groupe de NGC 5985
Le groupe de NGC 5985 comprend au moins cinq galaxies situées dans la constellation du Dragon. La distance moyenne entre ce groupe et la Voie lactée est d'environ 41,6 Mpc (∼136 millions d'al). 

## Membres
Le tableau ci-dessous liste les cinq galaxies qui sont indiquées dans l'article d'Abraham Mahtessian publié en 1998. 
| Nom      | Classification | Type           | α (J2000.0)   | δ (J2000.0) | Vitesse radiale (km/s) | Magnitude apparente | Distance (Mpc) | Dimension (kal) |
| -------- | -------------- | -------------- | ------------- | ----------- | ---------------------- | ------------------- | -------------- | --------------- |
| NGC 5981 | Sc?            | Spirale        | 15h 37m 53.4s | 59° 23′ 30″ | 2527 ± 8               | 13,0                | 37,8 ± 2,7     | 112             |
| NGC 5982 | E3             | Elliptique     | 15h 38m 39.8s | 59° 21′ 21″ | 3017 ± 9               | 11,1                | 45,0 ± 3,1     | 106             |
| NGC 5985 | SBb?,          | Spirale barrée | 15h 39m 37.1s | 59° 19′ 55″ | 2522 ± 3               | 11,1                | 37,7 ± 2,6     | 205             |
| NGC 5987 | Sb             | Spirale        | 15h 39m 57.4s | 58° 04′ 46″ | 3008 ± 3               | 11,7                | 44,9 ± 3,1     | 216             |
| NGC 5989 | Scd            | Spirale        | 15h 41m 32.8s | 59° 45′ 19″ | 2858 ± 6               | 13,1                | 42,6 ± 3,0     | 57              |

Le site DeepskyLog permet de trouver aisément les constellations des galaxies mentionnées dans ce tableau ou si elles ne s'y trouvent pas, l'outil du site constellation permet de le faire à l'aide des coordonnées de la galaxie. Sauf indication contraire, les données proviennent du site NASA/IPAC. 